# Californication (sèrie de televisió)
Californication és una sèrie de televisió estatunidenca, que combina drama i comèdia, creada per Tom Kapinos i estrenada el 13 d'agost de 2007 pel canal de televisió Showtime als Estats Units. La sèrie va finalitzar el 29 de juny de 2014. Basada en l'escriptor Charles Bukowski la sèrie, protagonitzada per David Duchovny, relata la vida d'un escriptor d'èxit incapaç de tornar a escriure una línia i que està fracassant en tots els aspectes vitals. Continua enamorat de la xicota de tota la vida, però aquesta està a punt de casar-se amb un altre home.
S'emeteren 84 capítols, dividits en set temporades de dotze. La vaga de guionistes de finals de 2007 va afectar la producció de la primera temporada, que finalment va constar de dotze episodis, i la resta de temporades han seguit la mateixa estructura. Ha estat nominada a diversos premis Emmy i Globus d'Or però sense aconseguir cap guardó. La sèrie no ha estat traduïda al català.

## Sinopsi
Hank Moody és un escriptor de Nova York traslladat a Los Angeles per seguir el rodatge de l'adaptació al cinema de la seva gran novel·la. Amb ell han viatjat la seva parella (Karen), tot i que no estan casats, i la seva filla (Becca) de 12 anys. Tot i ser un èxit, la pel·lícula s'ha convertit en una comèdia romàntica, motiu pel qual en Hank està indignat. La seva parella s'ha cansat d'ell per infidel i immadur, i l'ha deixat per ajuntar-se amb un magnat editorial (Bill), emportant-se la filla que tenen junts.
La sèrie se centra en l'evolució d'en Hank per superar la seva crisi creativa i personal. Per una banda té molt talent, però porta més de cinc anys sense escriure un sol llibre. Per l'altra, encara està enamorat de la Karen i vol recuperar-la encara que ella està preparant el seu casament, i també troba a faltar la seva filla, que és més madura que ell. La seva felicitat es troba en formar la família que no va valorar en el seu moment i en tornar a trobar la inspiració.
Tot i estar desesperat, en Hank no se sent un fracassat. És feliç sempre que pugui beure, consumir una mica de droga o anar al llit amb alguna dona atractiva cada nit. És una ànima lliure, molt sincer i afronta la vida amb una actitud divertida, detalls que el converteixen en un home molt seductor.

## Personatges

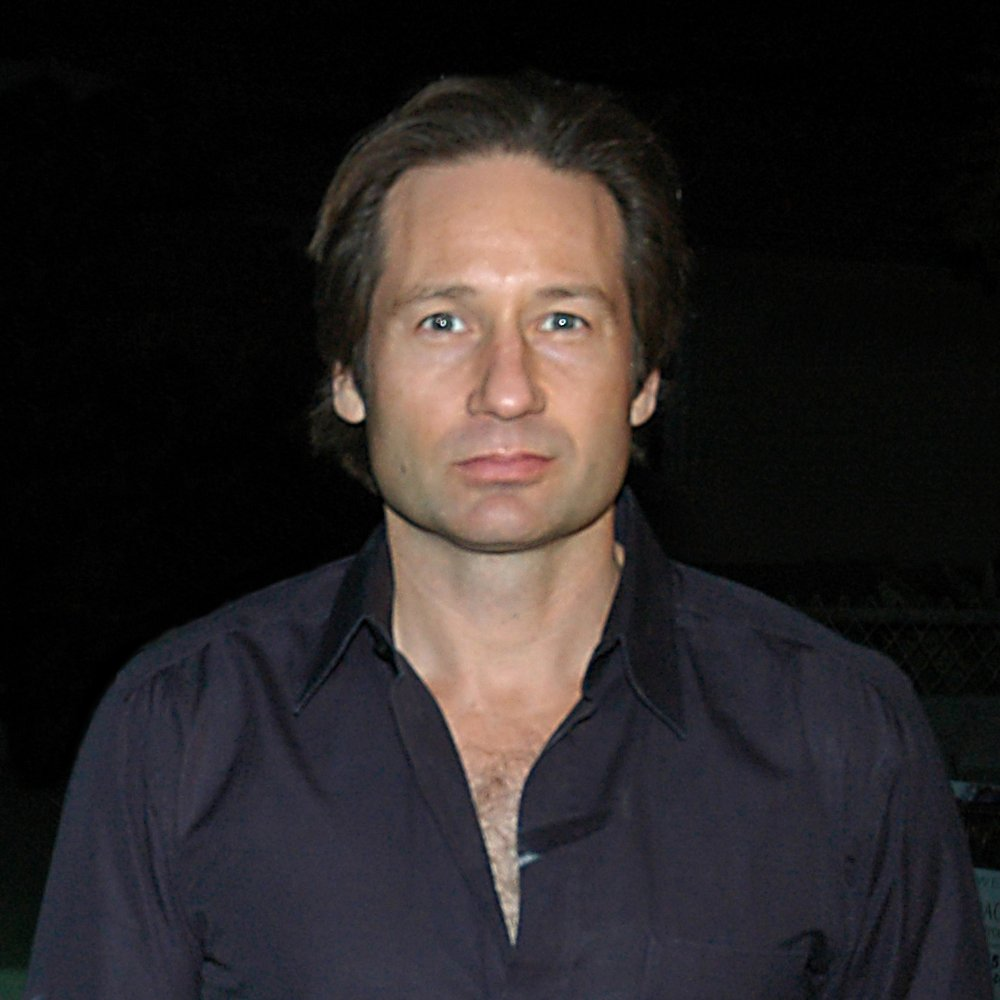
David Duchovny

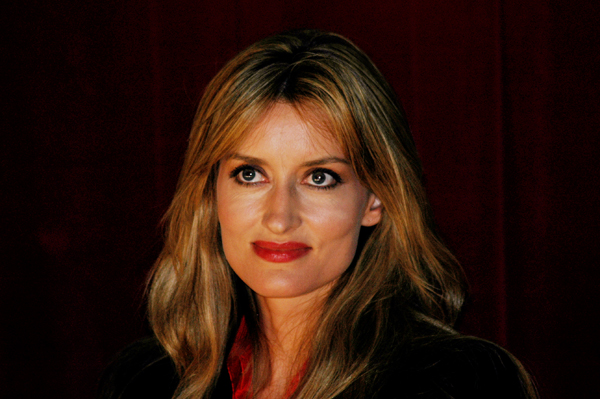
Natascha McElhone

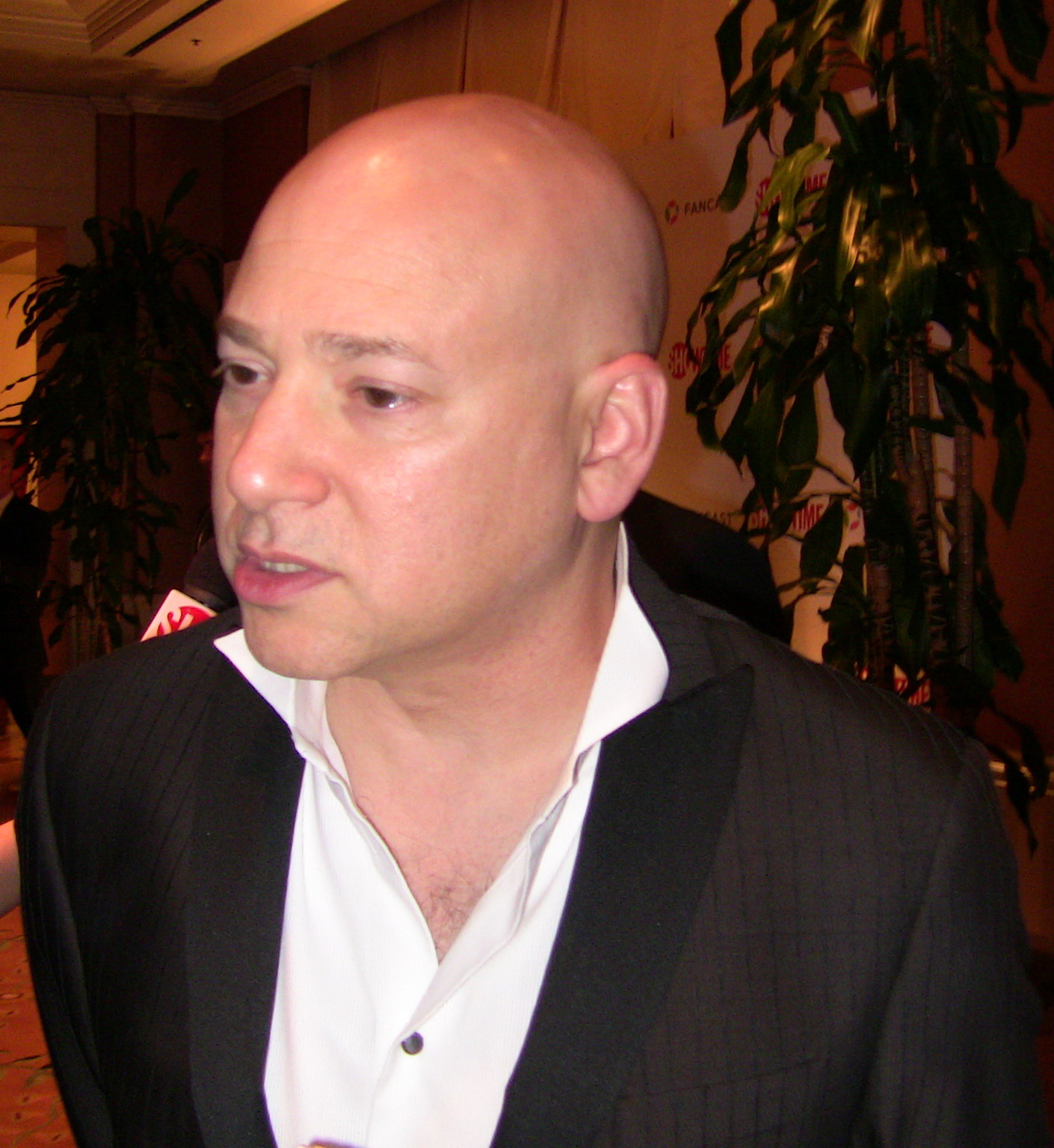
Evan Handler

### Principals
- Hank Moody (David Duchovny). Escriptor novaiorquès que està passant per una etapa depressiva. Només va publicar una novel·la però va tenir molt èxit i va ser adaptada cinematogràficament en una pel·lícula molt ensucrada que odia i per la qual va traslladar-se a Los Angeles amb la seva xicota. Després d'una llarga relació amb la seva xicota Karen i una filla en comú, el va deixar perquè no madurava. Tot i intentar recuperar-la contínuament, no va superar el cop i va entrar en una profunda depressió que no li permet tirar endavant. Incapaç de tornar a escriure una sola línia, ofega les penes sortint de marxa, bevent, i lligant amb moltes noies aprofitant que és un gran seductor.

- Karen van der Beek (Natascha McElhone). Ex-xicota d'en Hank, és una dissenyadora d'interiors que viu amb en Bill Cross i amb les respectives filles, mentre preparen el seu casament. Va deixar en Hank perquè ja no aguantava més el seu caràcter autodestructiu i perquè no es volia casar.

- Rebecca "Becca" Moody (Madeleine Martin). Filla de dotze anys d'en Hank i la Karen. Gràcies al seu pare és una gran amant de la música i és la líder d'un grup de rock.

- Mia Cross (Madeline Zima). Filla de setze anys d'en Bill. Estudia arts a l'institut i li agradaria ser escriptora.

- Charlie Runkle (Evan Handler). Representant literari i gran amic d'en Hank. Està casat amb la Marcy però el seu matrimoni no és gaire satisfactori.

### Secundaris
- Bill Cross (Damian Young). Magnat editorial. És ei promès de la Karen i estan preparant el seu casament. Conviu amb ella, la Becca i la seva filla Mia.
- Marcy Runkle (Pamela Adlon). Muller d'en Charlie i amiga íntima de la Karen.
- Dani (Rachel Miner). Secretària d'en Charlie.
- Todd Carr (Chris Williams). Director de cinema i de l'adaptació de la novel·la d'en Hank.
- Sonja (Paula Marshall). Amiga de la Karen.

### Artistes convidats
- Al (Mark Margolis). Pare d'en Hank.
- Beatrice (Trixie) (Judy Greer). Prostituta.

## Episodis
La primera temporada de Californication es va estrenar el 13 d'agost de 2007 i va finalitzar el 29 d'octubre del mateix any amb l'emissió de dotze capítols. En Hank intenta refer la seva vida, necessita recuperar la seva xicota de tota la vida (Karen) i la filla de dotze que tenen en comú (Becca]. El problema és que la Karen està preparant el seu casament amb un magnat editorial amb qui viu feliçment (Bill). Per altra banda, després de l'èxit de la seva primera novel·la, God Hates Us All (Déu ens odia a tots), ha perdut la inspiració i és incapaç d'escriure una línia. Per altra banda, la seva novel·la ha estat adaptada al cinema com una comèdia romàntica titulada A Crazy Little Thing Called Love (Una coseta boja anomenada amor), resultant ser un autèntic nyap però amb molt èxit comercial. Per oblidar els mals de cap, passa les nits emborratxant-se i lligant amb qualsevol dona atractiva aprofitant el seu encant seductor.

## Recepció
Californication ha rebut crítiques generalment favorables des del seu inici. Tanmateix, sempre ha estat en el punt de mira de diversos grups conservadors per les escenes de sexe explícit, especialment l'escena inicial de l'episodi pilot, on el protagonista somia que una monja li practica sexe oral. Algunes associacions cristianes australianes, fins i tot van proposar fer boicot al canal que emetia la sèrie i als seus patrocinadors.
Tant la sèrie com el protagonista David Duchovny han estat nominats i premiats en diversos premis durant la seva emissió, entre els quals cal destacar el Globus d'Or al millor actor en sèrie musical o còmica del 2008.
El grup de música Red Hot Chili Peppers va interposar una demanda el 19 de novembre de 2007 contra la productora Showtime Networks per ús indegut del nom Californication, ja que el grup té un àlbum i una cançó amb el mateix títol de l'any 1999. Cal apuntar que el personatge Dani California apareix tant a la sèrie com en tres cançons del grup, fet que pot confondre l'àlbum del grup amb la banda sonora de la sèrie. La productora va argumentar que el terme Californication no és originari del grup, sinó que ja s'utilitzava des de fa temps, per exemple, el terme va aparèixer en un article anomenat "The Great Wild Californicated West" de la revista Time de l'any 1972, o en la cançó "California Dreamline" del 1992 del grup Rheostatics. Actualment encara no s'ha resolt el cas.

## Premis i nominacions
| Any  | Premi       | Premi                                     | Premi                         | Resultat  |
| ---- | ----------- | ----------------------------------------- | ----------------------------- | --------- |
| 2008 | Globus d'Or | Millor sèrie musical o còmica             |                               | Nominada  |
| 2008 | Globus d'Or | Millor actor en sèrie musical o còmica    | David Duchovny                | Guanyador |
| 2008 | Emmy        | Millor càsting en sèrie còmica            |                               | Nominada  |
| 2008 | Emmy        | Millor realització en sèrie de mitja hora | Peter Levy per "Pilot"        | Guanyador |
| 2008 | BAFTA       | Millor sèrie internacional                |                               | Nominada  |
| 2009 | Globus d'Or | Millor sèrie musical o còmica             |                               | Nominada  |
| 2009 | Globus d'Or | Millor actor en sèrie musical o còmica    | David Duchovny                | Nominat   |
| 2009 | Emmy        | Millor càsting en sèrie còmica            |                               | Nominada  |
| 2009 | Emmy        | Millor realització en sèrie de mitja hora | Michael Weaver per "In Utero" | Guanyador |
| 2010 | Globus d'Or | Millor actor en sèrie musical o còmica    | David Duchovny                | Nominat   |